# Boloria pennina
Boloria pennina är en fjärilsart som beskrevs av Crosson du Cormier och Félix Édouard Guérin-Méneville 1964. Boloria pennina ingår i släktet Boloria och familjen praktfjärilar. Inga underarter finns listade i Catalogue of Life.